# François Léotard

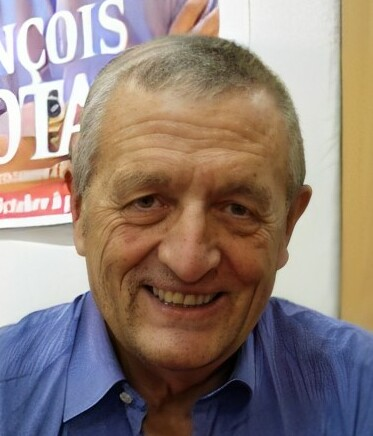
François Léotard (2011)

François Léotard (* 26. März 1942 in Cannes; † 25. April 2023) war ein französischer Politiker. Er war von 1977 bis 1997 Bürgermeister von Fréjus; von 1986 bis 1988 Kulturminister und von 1993 bis 1995 Verteidigungsminister; sowie von 1996 bis 1998 Vorsitzender der UDF.

## Herkunft, Bildung, Beruf
François Léotard war ein Sohn von André Léotard, der Beamter beim Rechnungshof und 1959–71 Bürgermeister von Fréjus war. Der Vater war Monarchist und Anhänger des integralen Nationalismus von Charles Maurras. Der Sänger und Schauspieler Philippe Léotard (1940–2001) war sein Bruder. Er besuchte das Lycée Charlemagne. Aus Protest gegen den Algerienkrieg schloss sich der Jurastudent 1961–62 der Parti socialiste unifié (PSU) an. 1964 zog er sich für ein Jahr in das Benediktinerkloster von la Pierre-Qui-Vire zurück.
1968 wurde er Kanzleisekretär im Außenministerium und durchlief 1971–73 die Elitehochschule École nationale d’administration (ENA; als Jahrgangskamerad von Laurent Fabius, Gérard Longuet und Odon Vallet). Anschließend arbeitete er bis 1975 im Stab des Präfekten von Paris, wo er für Stadtplanung und Umwelt zuständig war; dann beim Präfekten von Dordogne. Von 1976 bis 1977 gehörte er dem Stab des Innenministers Michel Poniatowski an, der wiederum ein enger Vertrauter des Staatspräsidenten Valéry Giscard d’Estaing war.

## Politische Karriere

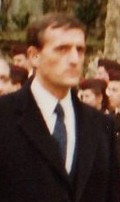
Léotard im Jahr 1988

Poniatowski bewegte Léotard zu einem Wechsel von der Verwaltung in die Politik. Er trat der Parti républicain (PR) bei, wurde 1977 zum Bürgermeister von Fréjus und im Jahr darauf zum Abgeordneten in der Nationalversammlung gewählt, wo er einen Wahlkreis des Départements Var vertrat. Er gehörte der Fraktion der Union pour la démocratie française (UDF) an, einem Parteienbündnis, zu dem die PR gehörte und das die Präsidentschaft Giscard d’Estaings unterstützte. Er wurde als Abgeordneter fünfmal wiedergewählt und gehörte dem Parlament bis 2001 an, mit Unterbrechungen, wenn er ein Regierungsamt innehatte.
Léotard wurde 1982 zum Generalsekretär der PR gewählt. Dabei setzte er sich in einer Kampfabstimmung gegen Charles Millon durch, was eine langjährige Rivalität der beiden Politiker begründete. Die Gruppe jüngerer Führungskräfte der PR – neben Léotard insbesondere Gérard Longuet, Alain Madelin, Claude Malhuret – wurde in der Presse seinerzeit « bande à Léo » genannt. Sie führte die Partei in eine stärker konservative und wirtschaftsliberale Richtung. Von 1986 bis 1988 war er Minister für Kultur und Kommunikation im Cohabitations-Kabinett Chirac II. In dieser Position setzte er die Privatisierung des Fernsehsenders TF1 durch.
1988 wurde er Vorsitzender der Parti républicain. Léotard war ein entschiedener Gegner der rechtsextremen Front National (FN), die in seinem Heimatdépartement Var eine Hochburg hatte. 1990 löste ihn Gérard Longuet als Parteivorsitzender ab. Von 1993 bis 1995 war Léotard Verteidigungsminister im Kabinett Balladur (der zweiten Cohabitation). In dieser Position war er für eine Neuausrichtung der französischen Sicherheitspolitik nach dem Ende des Kalten Kriegs verantwortlich. Erstmals seit dem Rückzug Frankreichs aus der militärischen Integration der NATO während der Präsidentschaft de Gaulles 1966 stellte er dem Supreme Allied Commander Europe (SACEUR) aktive französische Truppen zur Verfügung. Er sprach zudem Sicherheitsgarantien für die Anrainerstaaten Mittel- und Osteuropas (MOE) aus. Im Januar 1994 lancierte aber auch die Idee eines Vertrags zwischen NATO und Westeuropäischer Union (WEU) einerseits und Russland andererseits.
Bei der Präsidentschaftswahl 1995 sprach sich Léotard für Édouard Balladur aus, während Ex-Präsident Giscard d’Estaing die Kandidatur Jacques Chiracs unterstützte. Dies führte zur Abspaltung der Giscard-Getreuen von der PR. Im Juni desselben Jahr wurde Léotard erneut zum Parteivorsitzenden gewählt. Im Monat darauf mussten ihm drei Koronararterien-Bypasse gelegt werden. Daneben blieb er bis 1997 Bürgermeister von Fréjus. Als Nachfolger Giscard d’Estaings war Léotard von 1996 bis 1998 Vorsitzender der UDF. Die PR benannte sich 1997 in Démocratie libérale (DL) um und Alain Madelin wurde Parteivorsitzender.
Bei der Regionalwahl in seiner Heimatregion Provence-Alpes-Côte d’Azur war Léotard 1998 Spitzenkandidat der bürgerlichen Parteien (UDF und RPR). Deren Liste kam jedoch hinter dem Linksblock und Front National auf Platz drei. Anders als UDF-Kandidaten in anderen Regionen (u. a. Charles Millon in Rhône-Alpes) lehnte Léotard jegliche Zusammenarbeit mit der FN ab und ließ stattdessen die Wahl des Sozialisten Michel Vauzelle zum Regionalpräsidenten zu. Als sich die DL nach den Regionalwahlen von der UDF lossagte, blieb Léotard in letzterer. Dazu gründete er gemeinsam mit Gilles de Robien, Alain Lamassoure und Gérard Longuet die Kleinpartei Pôle républicain indépendant et libéral (PRIL). Den UDF-Vorsitz gab er an François Bayrou ab. Der PRIL ging im November 1998 in der Nouvelle UDF auf, die nicht mehr bloß Parteienbündnis, sondern eine einheitliche Partei war. In der Folgezeit zog er sich schrittweise aus der Politik zurück. 2001 war er EU-Sonderbeauftragter für Mazedonien. Ende 2001 wurde er zum inspecteur général des finances ernannt und legte dafür sein Abgeordnetenmandat nieder. Nach dem Ende seiner Amtszeit als Finanzinspekteur gründete er 2003 u. a. mit Willy De Clercq, Ana de Palacio und Marco Pannella die Vereinigung Medbridge für Austausch zwischen Europa und dem Nahen Osten. 
Im Skandal um illegale Parteienfinanzierung der ehemaligen PR wurde Léotard im August 1998 wegen Geldwäsche angeklagt. Das Tribunal Correctionel in Paris verurteilte ihn 2004 zu zehn Monaten Freiheitsstrafe auf Bewährung. Wegen seiner Beteiligung an der „Karatschi-Affäre“ um Schmiergeldzahlungen beim Verkauf von U-Booten der Agosta-Klasse an Pakistan während seiner Amtszeit als Verteidigungsminister (1993–95) sprach der Gerichtshof der Republik Léotard im März 2021 der Beihilfe zur Veruntreuung von Gesellschaftsvermögen schuldig. Er wurde zu zwei Jahren Haft auf Bewährung und einer Geldstrafe von 100.000 Euro verurteilt. Der mitangeklagte ehemalige Premierminister und Präsidentschaftskandidat Édouard Balladur wurde unterdessen freigesprochen. Der Kassationshof verwarf Léotards Revisionsantrag, sodass das Urteil rechtskräftig wurde.